# Adrijan
Adrijan je moško osebno ime.

## Izvor imena
Ime Adrijan izhaja iz latinskega imena Adrianus oziroma  Hadrianus z nekdanjim pomenom »izhajajoč iz mesta Adrija, adrijanski«.

## Slovenske različice imena
Adrian, Adriano, Adrijano, Hadrijan, Jadran, Jadranko

## Tujejezikovne oblike imena
- pri Čehih: Adrián
- pri Dancih, Nemcih, Angležih: Adrian
- pri Francozih: Adrien
- pri Nizozemcih: Adriaan
- pri Norvežanih: Arian, Hadrian

## Pogostost imena
Po podatkih Statističnega urada Republike Slovenije je bilo na dan 31. decembra 2007 v Sloveniji število moških oseb z imenom Adrijan: 220.

## Osebni praznik
Osebe z imenom Adrijan godujejo 5. marca (Adrijan /Hadrijan/ Nikomedijski, maloazijski mučenec, † 5. mar. 303) in 8. julija (Adrijan /Hadrijan/, papež Hadrijan III., † 8. jul. 885).